# 816 Juliana
816 Juliana
816 Juliana là một tiểu hành tinh ở vành đai chính. Nó được Max Wolf phát hiện ngày 8.2.1916 ở Heidelberg, và được đặt theo tên nữ hoàng Juliana của Hà Lan.